# Чёрная (приток Ломнезерки)
Чёрная — река в России, протекает по территории Суккозерского сельского поселения Муезерского района и Поросозерского сельского поселения Суоярвского района Республики Карелии. Длина реки — 21 км, площадь водосборного бассейна — 92 км².
Река берёт начало из озера Шульдъярви на высоте 201,3 м над уровнем моря.
Течёт преимущественно в юго-восточном направлении по заболоченной местности.
Река в общей сложности имеет девять притоков суммарной длиной 14 км и на своём пути протекает через озёра Солодъярви и Хаугъярви.
Втекает на высоте 138 м над уровнем моря в реку Ломнезерку, впадающую в озеро Селецкое.
Населённые пункты на реке отсутствуют.
Код объекта в государственном водном реестре — 02020001112102000005814.